# Chelsea Johnson
Chelsea Johnson (Atascadero, 20 dicembre 1983) è un'astista statunitense.

## Biografia
È figlia dell'ex astista Jan Johnson, campione nazionale statunitense nel 1971 e vincitore della medaglia di bronzo ai Giochi della XX Olimpiade nel 1972.

### Carriera
Dopo aver vinto due campionati NCAA, uno outdoor (nel 2004) e uno indoor (nel 2006), si piazzò seconda (a pari merito con la polacca Monika Pyrek) nella finale di salto con l'asta femminile ai Campionati del mondo di atletica leggera disputatisi a Berlino nel 2009, vincendo quindi la medaglia d'argento.

## Palmarès
| Anno | Manifestazione  | Sede    | Evento           | Risultato | Prestazione | Note                                     |
| ---- | --------------- | ------- | ---------------- | --------- | ----------- | ---------------------------------------- |
| 2009 | Mondiali        | Berlino | Salto con l'asta | Argento   | 4,65 m      | Miglior prestazione personale stagionale |
| 2010 | Mondiali indoor | Doha    | Salto con l'asta | 11ª       | 4,35 m      |                                          |